# Pilizetes saskai
Pilizetes saskai är en kvalsterart som beskrevs av Sandór Mahunka 1969. Pilizetes saskai ingår i släktet Pilizetes och familjen Galumnidae. Inga underarter finns listade i Catalogue of Life.